# Игор Корнеев
Игор Корнеев е бивш руски футболист, полузащитник и нападател. Футболист на годината в първото издание на класацията на Спорт Експрес през 1991 година. Притежава холандски паспост. Играл е за ЦСКА, Москва, „Еспаньол“, „Барселона“, Хееренвеен, „Фейенорд“ и НАК Бреда.
Бивш спортен директор на Зенит. Бил е помощник-треньор на Гуус Хидинк в националния отбор на Русия.

## Кариера
Корнеев е юноша на Спартак, но първите си стъпки в професионалния футбол прави в московския ЦСКА. В първия тим играе от 1987, като през първия си сезон в „армейците“ играе много рядко. Когато отборът изпада в Първа лига през 1987, Корнеев става една от звездите на тима, а при Павел Садирин разгръща пълния си потенциал. През 1991 играе основна роля за спечелването на титлата и купата на СССР. Става футболист на годината според „Спорт-Експерс“. Също така Игор записва мачове с националния отбор на СССР.
В края на 1991 е продаден на испанския „Еспаньол“, заедно с Дмитрий Галямин и Андрей Мох. Малко по-късно към тях се присъединява и капитанът на ЦСКА Дмитрий Кузнецов. С тяхна помощ отборът се спасява от изпадане в Сегунда. На следващия сезон Корнеев е истински лидер в средата на терена, но отборът се предсавя трагично и изпада. Новият треньор на Еспаньол Хосе Камачо решава да изгони Кузнецов и Галямин, а след края на сезона и Корнеев.
През 1995 е закупен от „Барселона“, но там почти не играе. Вместо Игор са налагани Жорди Кройф и Георге Хаджи, а Корнеев по-често играе за дублиращата формация на каталунците, състезаваща се в Сегунда Дивисион. Най-добрият момент на Корнеев от престоят му в Барселона е голът срещу ПСЖ в Шампионската лига. След края на сезона решава да не продължава контракта си с „каталунците“.
В края на 1995 отива в „Хееренвеен“. Там оформя нападателно дуо с Йон Дал Томасон. Двамата помагат на отбора да се класира за Интертото. През 1997 подписва с Фейенорд. На следващата година отново си партнира в атаката с Томасон, като този тандем донася титлата на страната на Фейенорд през 1999. Това е и последната титла на Холандия в историята на клуба. С всеки следващ сезон Корнеев играе все по-малко, но все още е полезен на ротердамския тим. През 2002 печели купата на УЕФА, макар и да не е изиграл нито един мач в турнирът.
В лятото на 2002 отива в НАК Бреда, където за половин година изиграва 10 срещи, след което слага край на кариерата си.

## Треньорска кариера
От 2004 до 2006 е треньор на детския тим на „Фейенорд“. От 2006 до 2010 е помощник-треньор в националния тим на Русия. От 2010 е спортен директор на Зенит. През 2012 напуска поста.